# 美しい彼
『美しい彼』（うつくしいかれ）は、凪良ゆうによる日本の小説。2014年12月19日にキャラ文庫（徳間書店）にて刊行された。2024年10月までに番外編集を含めシリーズ5巻が刊行されている。

## 概要
無口なため、クラスの最底辺におり友達もいない高校生の平良一成と学校のカーストで頂点に君臨する圧倒的なカリスマで抜群の美形を誇る清居奏とが織り成す恋愛感情を描く。
2019年にはドラマCD化、2021年、2023年には毎日放送でテレビドラマ化され、第1作は「ドラマ特区」枠で、第2作は「ドラマイズム」枠でそれぞれ放送された。さらに2023年には『劇場版 美しい彼～eternal～』のタイトルで映画化されている。
「BLアワード2015」小説部門で第1位を獲得
。
またシリーズ2作目『憎らしい彼』は「BLアワード2017」小説部門で第2位
、3作目『悩ましい彼』は「BLアワード2020」小説部門、番外編集『interlude』は「BLアワード2022」小説部門でそれぞれ1位を獲得している

。

## あらすじ
無口で根暗でクラス最底辺の高校生の平良は、美形でスクールカーストの頂点に君臨する清居に一目で恋に堕ちた。平良はパシリとして清居を崇め奉り、忠誠を尽くし続けるが…

## 登場人物
平良一成（ひら かずなり）
本作の主人公。一人っ子。無口なために高校では最底辺に位置しており、友達も殆どいない。吃音のために友達ができなかった平良を心配した両親がプレゼントしてくれた一眼レフを愛用している。アヒル隊長を師匠と慕っており、心が苦しくなったときはアヒル隊長の言葉を思い出して心を落ち着かせている。
清居奏（きよい そう）
平良のクラスメイト。学校内でのカーストで頂点に君臨しており、圧倒的なカリスマと美しさを誇る。母親が再婚しており父親違いの弟と妹がいる。

## 書誌情報

### シリーズ
- 『美しい彼』徳間書店〈キャラ文庫〉、2014年12月19日発売[1]、ISBN 978-4-19-900780-4
- 『憎らしい彼 美しい彼2』徳間書店〈キャラ文庫〉、2016年12月16日発売[10]、ISBN 978-4-19-900861-0
- 『悩ましい彼 美しい彼3』徳間書店〈キャラ文庫〉、2019年7月26日発売[11]、ISBN 978-4-19-900960-0
- 『interlude 美しい彼番外編集』徳間書店〈キャラ文庫〉、2021年9月28日発売[12]、ISBN 978-4-19-901041-5
- 『儘ならない彼 美しい彼4』徳間書店〈キャラ文庫〉、2024年10月25日発売[13]、ISBN 978-4-19-901145-0

### コミカライズ版
- 作画:北野仁 / 原作:凪良ゆう『美しい彼』徳間書店〈Charaコミックス〉
  1. 2022年6月24日発売[14]、ISBN 978-4-19-960910-7
  2. 2023年2月25日発売[15]、ISBN 978-4-19-960934-3
  3. 2023年10月25日発売[16]、ISBN 978-4-19-960962-6
  4. 2024年6月25日発売[17]、ISBN 978-4-19-960993-0
  5. 2025年6月25日発売[18]、ISBN 978-4-19-961038-7

## ドラマCD
2019年6月28日、「Ginger Records」より発売。
2021年7月23日、第2作『憎らしい彼』が発売された。
2023年4月21日、第3作『悩ましい彼』が発売された。

### キャスト（ドラマCD）
- 平良一成：小野友樹
- 清居奏：斉藤壮馬
- 小山和希：堀江瞬
- 城田：宮崎遊

## テレビドラマ
2021年11月19日（18日深夜）から12月24日（23日深夜）まで、毎日放送の「ドラマ特区」枠で放送された。主演は萩原利久と八木勇征（FANTASTICS from EXILE TRIBE）。
2023年2月8日（7日深夜）から3月1日（28日深夜）、続編となるシーズン2が毎日放送・TBSテレビの「ドラマイズム」枠で放送された。
ここでは便宜上、第1作をS1、シーズン2をS2の略称で表記する。

### あらすじ（テレビドラマ）
吃音症で自分はクラスのカースト最底辺におり、友だちもおらず透明人間になりたいがゆえに、カメラのシャッターを切る高校生の平良一成。３年生の始業式で平良がきつ音で自己紹介を上手く話せないところ、圧倒的なカリスマで抜群の美貌を誇る清居奏が遅刻して教室に入ってきた。清居の姿に平良は目を奪われるのだった。
自己紹介で吃音が出てしまった平良はクラスメイトから透明人間のように扱われ、清居のグループからはパシリとして使われるようになる。しかし、清居に忠誠を誓うように平良はパシリをこなすのだった。そんな二人の関係性はある出来事をきっかけに大きく変化していく。

### キャスト（テレビドラマ）

#### 主要人物
平良一成（ひら かずなり）
演 - 萩原利久
高校3年生。吃音症を患っているために無口で友達がいない。清居のグループからパシリにされるが、清居を「キング」として崇拝し、忠誠を尽くし続けていく。大学進学後は写真サークルに入る。
「カラメル」（S1）、「Bitter」（S2）は、平良の目線で書き下ろされた楽曲である。
清居奏（きよい そう）
演 - 八木勇征（FANTASTICS from EXILE TRIBE）
平良のクラスメイト。学校のカーストで頂点に立つ圧倒的カリスマの持ち主で、パシリである平良を「キモイ」と思う。高校卒業後は俳優として活動している。
「Follow」（S1）、「キンモクセイ」（S2、映画）は、清居の目線で書き下ろされた楽曲である。

#### S1

##### 高校編
城田（しろた）
演 - 坪根悠仁
平良のクラスメイト。清居のグループの裏ボスで、学校のカーストで頂点に君臨する清居に憧れを抱く。
三木（みき）
演 - 櫻井健人
平良のクラスメイト。クラスのおちゃらけ担当。
桃（もも）
演 - 桃果
平良のクラスメイト。クラス女子のリーダー的存在。
志麻（しま）
演 - マーシュ彩
平良のクラスメイト。クラスのマドンナ的存在。
倉田（くらた）
演 - 中村守里
平良のクラスメイト。控えめでおとなしい性格。
立花
演 - 相馬理
平良のクラスメイト。
青島
演 - 芳村宗治郎
平良のクラスメイト。
吉田
演 - 丈太郎
平良のクラスメイト。
生徒
演 - 木下絵里香、佐藤美咲、竹道星来、大矢瑞希、板東望子、山本祐里奈

##### 大学編
小山和希（こやま かずき）
演 - 高野洸
大学生。平良と同じ大学の写真サークルに所属し、ひそかに平良に想いを寄せる。
S2ではサークル長を務めている。
小山洋平（こやま ようへい）
演 - 栗山航
和希の兄。清居が所属している劇団の舞台演出家。
入間（いるま）
演 - 染谷俊之
同劇団の人気俳優。
吉崎
演 - 天羽尚吾
劇団員。

#### S2

##### 清居の関係者
安奈（あんな）
演 - 仁村紗和
女優。清居の事務所での先輩。
菅（すが）
演 - 金井勇太
清居のマネージャー。
山形（やまがた）
演 - 飯田基祐
清居の所属事務所の社長。

##### 平良の関係者
沢崎（さわさき）
演 - 遠藤健慎
平良のサークルでの後輩。
堀井（ほりい）
演 - 大友一生
平良のサークルでの後輩。
菜穂（なほ）
演 - 綾乃彩
平良の従姉妹。国会議員の夫を持つ。
智也（ともや）
演 - 岩川晴
菜穂の息子。

##### その他
設楽克己（したら かつみ）
演 - 落合モトキ
安奈のファン。
野口大海（のぐち ひろみ）
演 - 和田聰宏
カメラマン。業界でも指折りの人物。
- 伊勢佳世[36]

### スタッフ（テレビドラマ）
特記のない場合は、S1・S2共通。
- 原作 - 凪良ゆう（徳間書店 キャラ文庫刊）
  - S1 - 『美しい彼』
  - S2 - 『美しい彼』シリーズ
- 脚本 - 坪田文
- 音楽 - フジモトヨシタカ
- オープニング主題歌
  - S1 - もさを。「カラメル」[37]
  - S2 - ロス「Bitter」[38]
- エンディング主題歌
  - S1 - ロス「Follow」[37]
  - S2 - もさを。「キンモクセイ」[38]
- 監督 - 酒井麻衣
- 協力 - 一般社団法人東京言友会
- 制作プロダクション - C&Iエンタテインメント
- 幹事会社 - 毎日放送、カルチュア・エンタテインメント
- 製作
  - S1 - 「美しい彼」製作委員会、毎日放送
  - S2 - 「美しい彼」製作委員会S2、毎日放送

### 放送日程
| 話数   | 放送日   | 放送日       |
| 話数   | 毎日放送 | テレビ神奈川 |
| ------ | -------- | ------------ |
| 第1話  | 11月19日 | 11月18日     |
| 第2話  | 11月26日 | 11月25日     |
| 第3話  | 12月3日  | 12月2日      |
| 第4話  | 12月10日 | 12月9日      |
| 第5話  | 12月17日 | 12月16日     |
| 最終回 | 12月24日 | 12月23日     |

| 話数   | 放送日  |
| ------ | ------- |
| 第1話  | 2月08日 |
| 第2話  | 2月15日 |
| 第3話  | 2月22日 |
| 最終回 | 3月01日 |

### ネット局
| 放送期間                       | 放送時間                     | 放送局       | 対象地域   | 備考              |
| ------------------------------ | ---------------------------- | ------------ | ---------- | ----------------- |
| 2021年11月18日 - 12月23日      | 木曜 23:00 - 23:30           | テレビ神奈川 | 神奈川県   | 1時間59分先行放送 |
| 2021年11月19日 - 12月24日      | 金曜 0:59 - 1:29（木曜深夜） | 毎日放送     | 近畿広域圏 | 製作局            |
|                                | 金曜 23:00 - 23:30           | 千葉テレビ   | 千葉県     |                   |
| 2021年11月25日 - 12月30日      | 木曜 22:30 - 23:00           | とちぎテレビ | 栃木県     |                   |
|                                | 木曜 23:30 - 翌 0:00         | テレビ埼玉   | 埼玉県     |                   |
|                                |                              | 群馬テレビ   | 群馬県     |                   |
| 2021年12月1日 - 2022年1月19日  | 水曜 1:00 - 1:30（火曜深夜） | 熊本放送     | 熊本県     |                   |
| 2021年12月10日 - 2022年1月21日 | 金曜 0:56 - 1:26（木曜深夜） | あいテレビ   | 愛媛県     |                   |
| 2022年12月12日 - 2023年1月16日 | 月曜 1:05 - 1:35（日曜深夜） | BS11         | 日本全域   | BS放送            |

| 放送期間                | 放送時間                     | 放送局             | 対象地域   | 備考   |
| ----------------------- | ---------------------------- | ------------------ | ---------- | ------ |
| 2023年2月8日 - 3月1日   | 水曜 0:59 - 1:29（火曜深夜） | 毎日放送           | 近畿広域圏 | 製作局 |
|                         | 水曜 1:28 - 1:58（火曜深夜） | TBSテレビ          | 関東広域圏 |        |
| 2023年2月17日 - 3月10日 | 金曜 1:26 - 1:56（木曜深夜） | 北海道放送         | 北海道     |        |
| 2023年2月19日 - 3月12日 | 日曜 1:28 - 1:58（土曜深夜） | チューリップテレビ | 富山県     |        |
| 2023年2月21日 - 3月14日 | 火曜 1:55 - 2:25（月曜深夜） | RKB毎日放送        | 福岡県     |        |

### グッズ

#### season1
- MBS公式サイトから2021/12/17～2022/01/05限定で実写キャラクターのグッズを通信販売していた。
  - アクリルスタンド（3種）
  - ブロマイドセット（3種 / 各3枚組1セット）Lサイズ
  - トレーディングブロマイドセット（全18種 / ランダムで1枚封入）Lサイズ[43]
- 『EXILE TRIBE STATION』からも、2022/02/11～2022/02/22限定で実写キャラクターの上記グッズを受注生産予約していた。なお、４月上旬から順次発送予定である[44]
- ドラマ版『美しい彼』ビジュアルブックが2022年01月24日に徳間書店から発売された[45]
- ドラマ版 Blu-ray Disc-BOXと、DVD-BOXがTCエンタテイメントより2022年04月08日に発売された[46]。

#### season2、劇場版
- 徳間書店では『TVドラマ＆劇場版「美しい彼」公式ビジュアルブック』を2023年6月27日（火）、『TVドラマ＆劇場版「美しい彼」公式シナリオブック』を7月27日（木）に全国の書店・ネット書店で発売。[47]

### 受賞歴

#### season1
- 第59回ギャラクシー賞『第16回マイベストＴＶ賞』グランプリ[48]
- 「ソウルドラマアワード2022」アジアスター賞 - 八木勇征[49][50]

#### season2、劇場版
- 第60回ギャラクシー賞『第17回マイベストTV賞』グランプリ[51]
- 「ソウルドラマアワード2023」アジアスター賞 - 八木勇征[52][53]
- 第78回毎日映画コンクール TSUTAYA DISCAS映画ファン賞 日本映画部門[54]

| 毎日放送 ドラマ特区        | 毎日放送 ドラマ特区    | 毎日放送 ドラマ特区 |
| 前番組                     | 番組名                 | 次番組              |
| -------------------------- | ---------------------- | ------------------- |
| どうせもう逃げられない     | 美しい彼               | たびくらげ探偵日記  |
| 毎日放送・TBS ドラマイズム |                        |                     |
| REAL⇔FAKE Final Stage      | 美しい彼 （シーズン2） | 往生際の意味を知れ! |

## 映画
『劇場版 美しい彼～eternal～』（げきじょうばん うつくしいかれ エターナル）のタイトルで、テレビドラマの続編となる劇場映画が2023年4月7日に公開された。

### キャスト（映画）
- 平良一成 - 萩原利久[4]
- 清居奏 - 八木勇征[4]
- 小山和希 - 高野洸[27]
- 設楽克己 - 落合モトキ[27]
- 安奈 - 仁村紗和[27]
- 桐谷恵介 - 前田拳太郎[55]
- 野口大海 - 和田聰宏[27]
- 香田 - 池田大[55]
- 菜穂 - 綾乃彩
- 智也 - 岩川晴
- 山形 - 飯田基祐
- 菅 - 金井勇太
- パン姐さん - 伊勢佳世
- 沢崎 - 遠藤健慎
- 堀井 - 大友一生

### スタッフ（映画）
- 原作：凪良ゆう『美しい彼』シリーズ（徳間書店 キャラ文庫刊）[36]
- 脚本：坪田文[4]
- 監督：酒井麻衣[4]
- 音楽：フジモトヨシタカ
- 主題歌：もさを。「キンモクセイ」[38]
- 製作幹事：カルチュア・エンタテインメント[36]
- 制作プロダクション：C&Iエンタテインメント[36]
- 配給：カルチュア・パブリッシャーズ[36]

## イベント

### season１
「凪良ゆう先生『美しい彼』TVドラマ化記念展 ～Behind the scenes～」
※「美しい彼」シリーズの軌跡を辿る複製原画の展示やコラボカフェを開催。
さらにオリジナルグッズも発売。
- 期間/場所

2021年11月19日(金)～11月28日(日)　東京　池袋虜
2021年12月04日(土)〜12月12日(日)　大阪　大阪谷六虜

### season２、映画
コラボカフェ
- 期間/場所

2023年03月24日～04月24日
東京　アニメイトカフェ池袋２号店
大阪　アニメイトカフェ大阪日本橋店
2023年05月24日～06月05日(期間限定追加開催。限定グッズの店頭販売はしていない)
東京　アニメイトカフェ池袋店
大阪　アニメイトカフェ天王寺店